# Baller
A Baller (magyarul: Lövök) a magyar származású osztrák Abor & Tynna dala, mellyel Németországot képviselték a 2025-ös Eurovíziós Dalfesztiválon Bázelben. A dal 2025. március 1-jén, a német nemzeti döntőben, a Chefsache ESC 2025 – Wer singt für Deutschland? című műsorban megszerzett győzelemmel érdemelte ki a dalversenyen való indulás jogát.

## Eurovíziós Dalfesztivál
2025. február 4-én vált hivatalossá, hogy az testvérduó is bekerült a Chefsache ESC 2025 – Wer singt für Deutschland? című német nemzeti döntő mezőnyébe. A február 14-i előválogatóban Adele Skyfall című dalát adták elő. Innen továbbjutottak az elődöntőbe, ahol már az Eurovíziós Dalfesztiválra szánt dalukat mutatták be. Baller című versenydaluk a zsűri döntése alapján továbbjutott a március 1-i döntőbe, amit végül megnyertek, így ők képviselhetik Németországot az Eurovíziós Dalfesztiválon.
2025. április 25-én megjelent a dal magyar nyelvű, akusztikus változata.
Mivel Németország tagja az automatikusan döntős „Öt Nagy” országának, ezért a dal az Eurovíziós Dalfesztiválon először a május 17-én rendezendő döntőben versenyzett, de előtte a második elődöntőben is előadták, az Izraelt képviselő Yuval Raphael New Day Will Rise című dala után és a Szerbiát képviselő Princ Mila című dala előtt. A döntőben fellépési sorrendben tizenhatodikként léptek fel, a Lengyelországot képviselő Justyna Steczkowska Gaja című dala után és a Görögországot képviselő Klavdia Asteromáta című dala előtt. A zsűri szavazáson a tizenharmadik helyen végeztek 77 ponttal (Csehországtól és Ukrajnától maximális pontot kaptak), míg a nézői szavazáson tizenegyedik helyen végeztek 74 ponttal (Ausztriától maximális pontot kaptak), így összesítésben 151 ponttal a verseny tizenötödik helyezettjei lettek.

## Háttér
A Baller egy pörgős, pop-hiphop-elektronikus stílusú dal, amely egy szakítás történetét dolgozza fel. A nemzeti döntőben Tynna az előadás közben összetörte testvére csellóját a színpadon, ez az ötlet a zsűrielnök Stefan Raabtól származott, aki ezzel akarta még látványosabbá tenni a produkciót.
Érdekesség, hogy 2007 óta először Németország versenydala teljes egészében az ország anyanyelvén hangzott el. Az eredeti tervek szerint Abor & Tynna egy angol nyelvű dallal neveztek volna, de végül Raab javaslatára maradtak a Baller mellett.

## Dalszöveg
| Ich baller' Löcher in die Nacht Sterne fall'n und knall'n auf mein Dach Es tut noch bisschen weh, wenn ich dich wiederseh Aber ich komm' nie wieder, egal was du mir sagst – A dal refrénje | Lőréseket lövök az éjszakába Csillagok hullanak és csattannak a tetőmön Még egy kicsit fáj, ha újra látlak De soha nem jövök vissza, bármit is mondasz nekem – A dal refrénje magyarul | Én lá-lá-lá-lá-lá-lángra gyújtom az eget A csilla-la-lagok hullanak, mint puskámból a löveg Még mindig fáj, mikor szememet rád nyitom De szívem, soha többé nem leszek a tied – A dal magyar nyelvű refrénje |

## Galéria

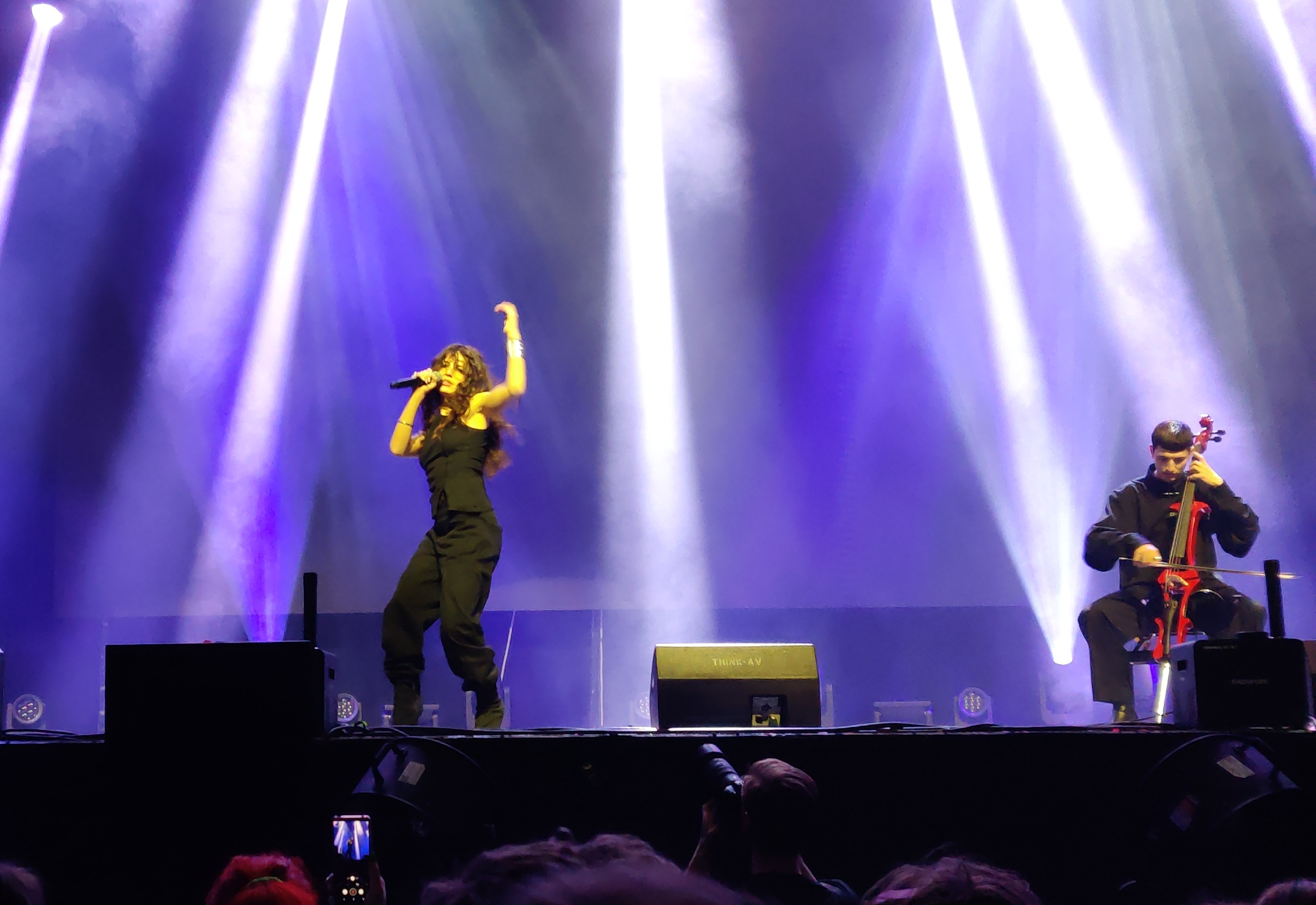
Az amszterdami Eurovíziós partin
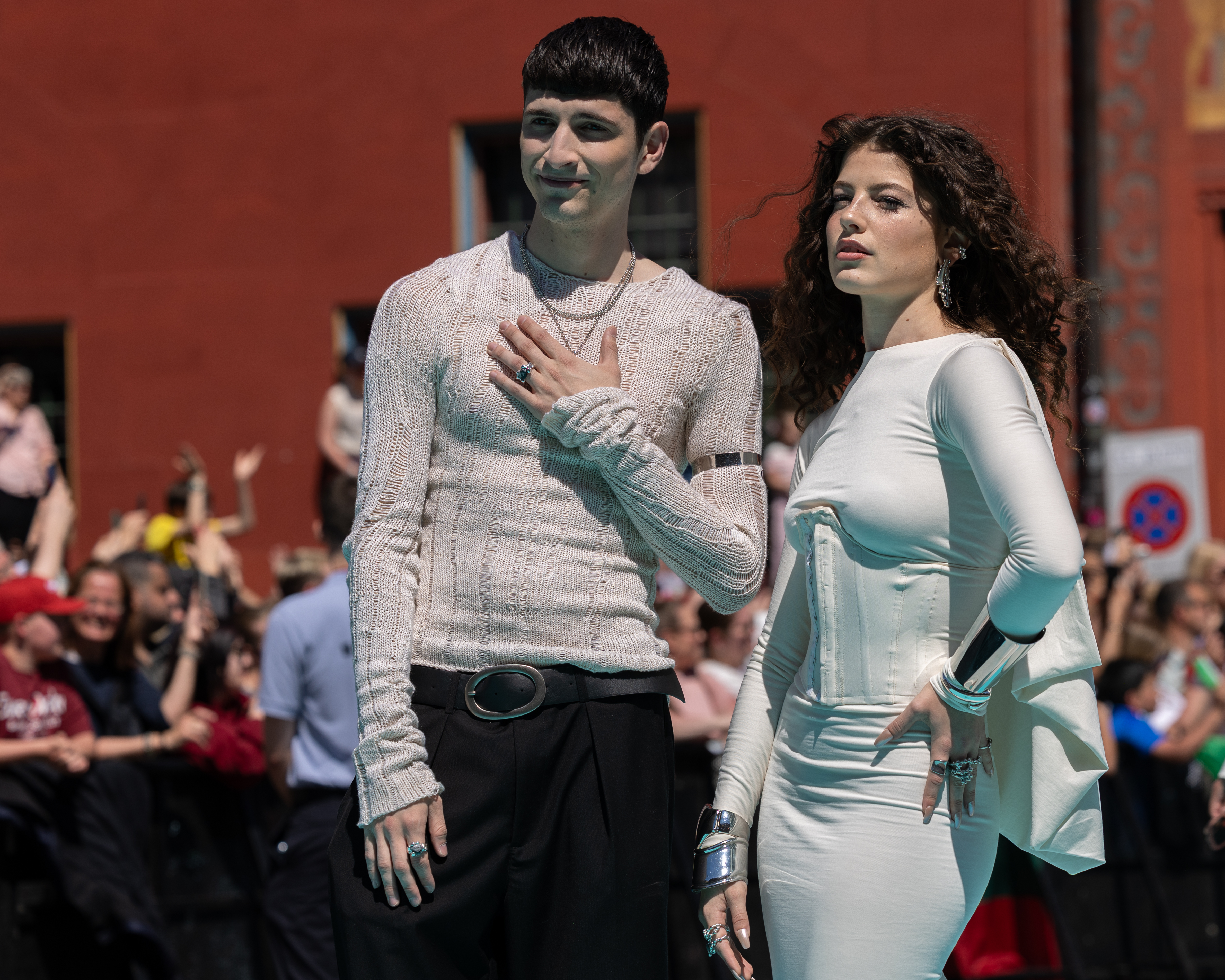
A megnyitóünnepségen
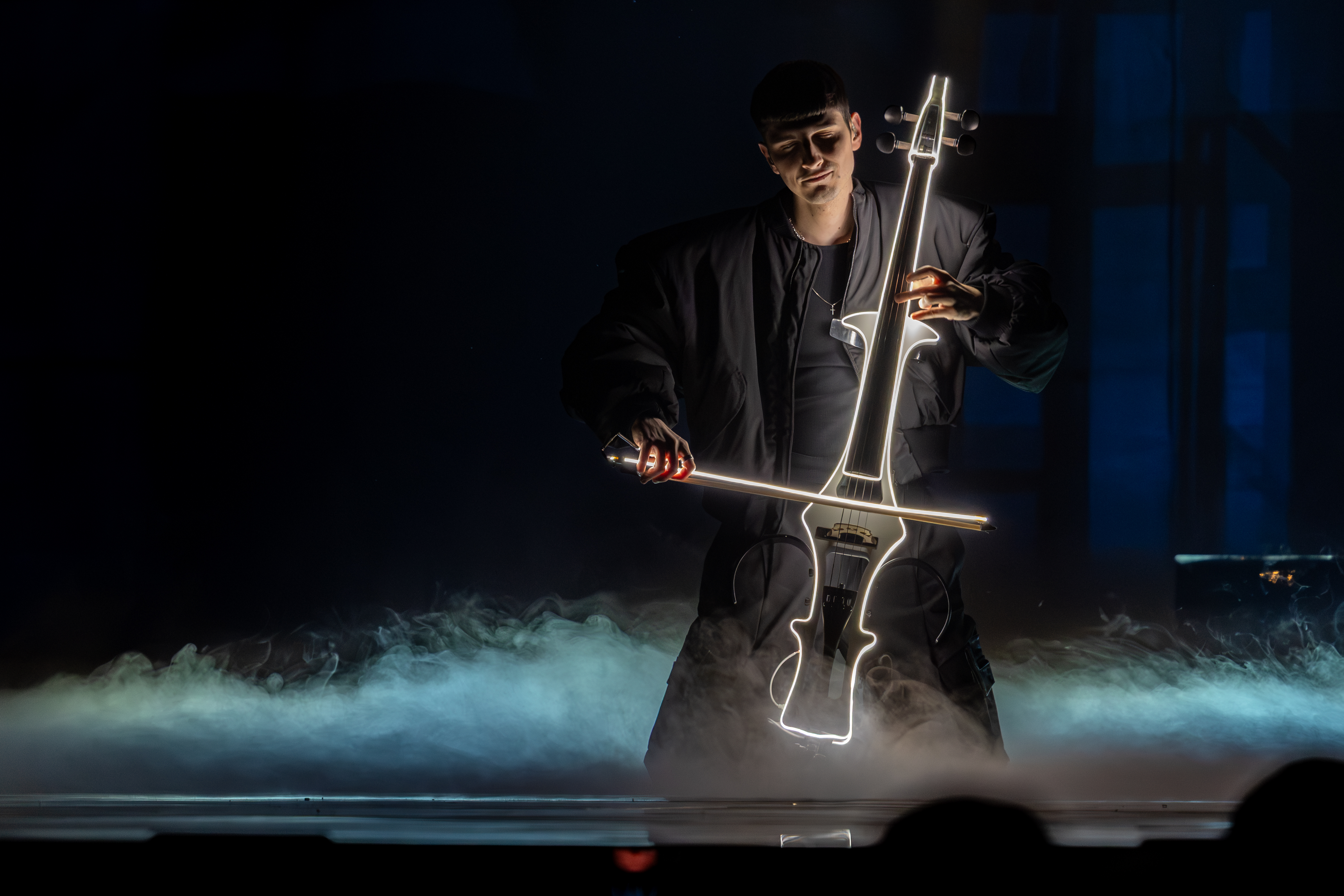
Az elődöntőben
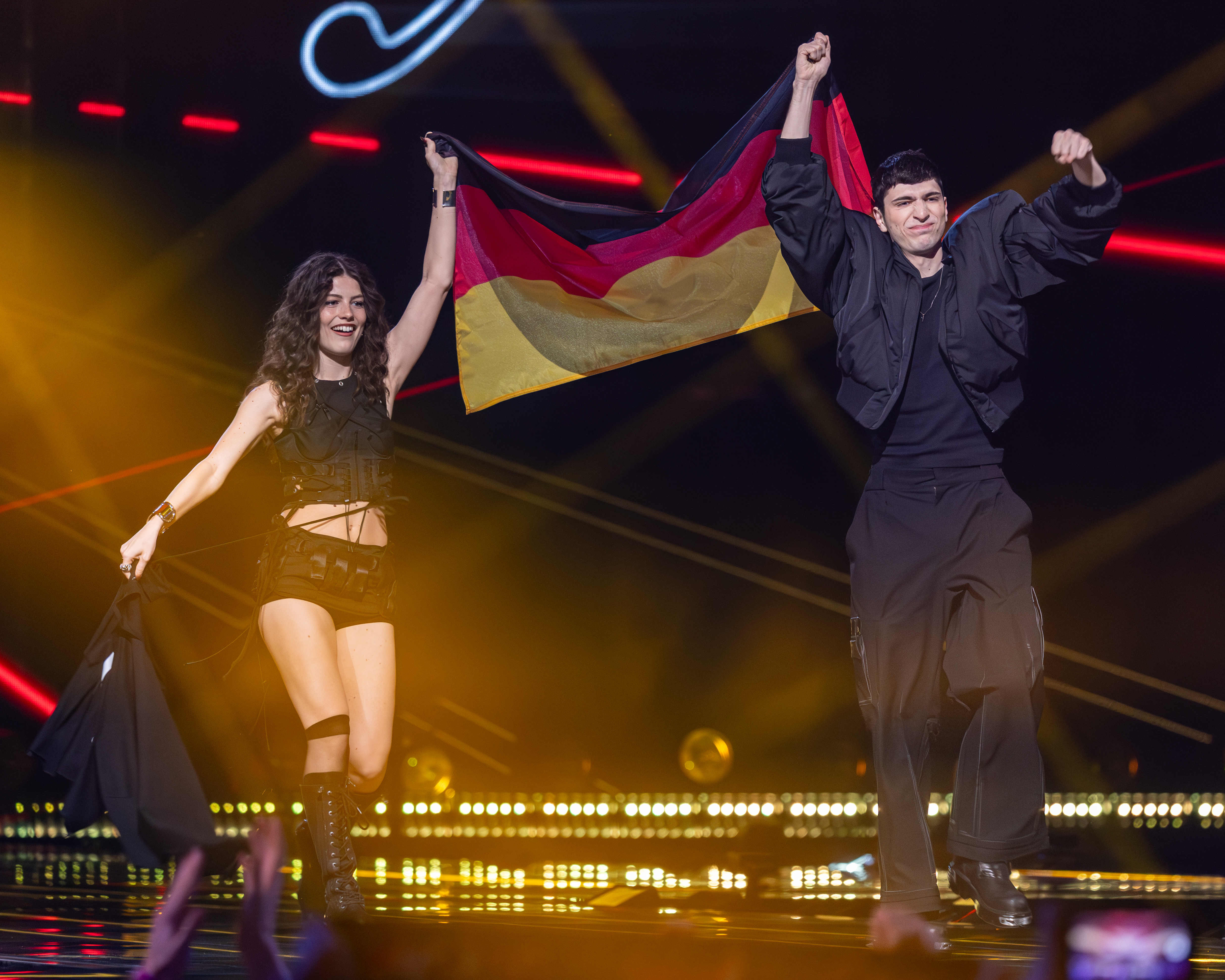
A döntő bevonulásán
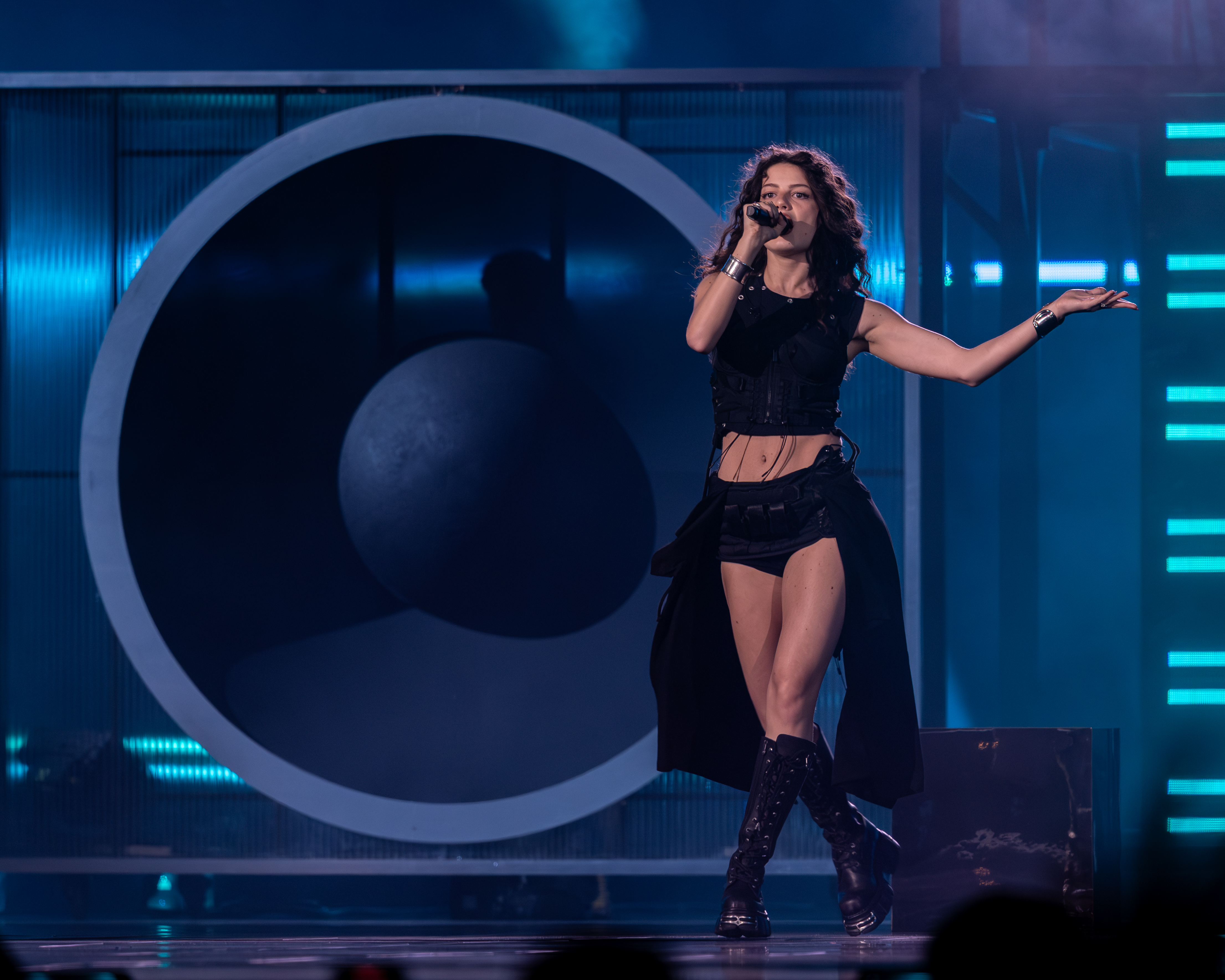
A döntőben